# Sebastiania commersoniana
Sebastiania commersoniana là một loài thực vật có hoa trong họ Đại kích. Loài này được (Baill.) L.B.Sm. & Downs miêu tả khoa học đầu tiên năm 1988.